# تجمع حشة الضبع بالضعة (العبر)

تعديل مصدري - تعديل

تجمع حشة الضبع بالضعة هي إحدى قرى عزلة العبر بمديرية العبر التابعة لمحافظة حضرموت، بلغ تعداد سكانها 22 نسمة حسب تعداد اليمن لعام 2004.